# Pueblo ilwana
El pueblo ilwana, también conocido como malakote o waliwana es de origen bantú. Habita entre Bura y Garissa, en el valle del río Tana, al este de Kenia. Viven de la agricultura, la pesca, la apicultura y la ganadería.  Su lengua nativa es el ilvana o kiwilwana que en 2016 contaba con unos 23.000 hablantes. La mayoría de las comunidades ilwana también hablan suajili, somalí, ormo e inglés.
A principios del siglo XXI varias comunidades ilwana junto con miembros de las comunidades pokomo y munyoyaya debieron abandonar el área de Munyo ante el avance de una maleza conocida como mathenge  (Prosopis juliflora) en sus territorios. El veneno de sus espinas provocó varias enfermedades y muertes en la población, así como invasión en los campos de cultivo y pastoreo. Varios de ellos fueron realojados en los llamados campos de indigentes de Mathenge en los condados de Garissa y Río Tana, pasando a depender de las donaciones de alimentos de particulares y organizaciones no gubernamentales.

## Etnónimo
El nombre malakote les fue dado por los somalíes, grupo que participó en la islamización de las comunidades del río Tana y que esclavizaron a varios de sus pueblos. Tras la liberación la población prefirió el nombre ilwana, que significa hombres libres, y dejó de utilizar malakote, cuyo significado es lo contrario, esclavo.

## Condado de Río Tana
El condado de Río Tana alberga varias comunidades de habla bantú y cusita. Los pueblos dominantes son el pokomo y el orma, mientras que las comunidades más pequeñas o minoritarias incluyen a los bajuni, waata  (sanye), wardei, ilwana, dahalo, munyoyaya y somalí. Según la Oficina Nacional de Estadísticas de Kenia (República de Kenia 2009) y el Censo de Población y Vivienda (2011), la comunidad pokomo constaba de 94.965 personas, los orma 70.000,  el pueblo wardei 46.000 (para 2011) e ilwana 16.800. La comunidad munyoyaya tenía una población de 15.000 habitantes, que también está asociada con la comunidad suajili, aunque hablan el dialecto orma y pescan a lo largo de la parte norte del río Tana. La comunidad de waata (sanye) tenía una población de 12.582 y está asociada con los mijikenda, ambos se encuentran en Tana y Lamu. La comunidad de los dahalo estaba formada por 2.400 personas que hablan cusita pero en su mayoría usan suajili, ya que la primera está al borde de la extinción. Se encuentran en los ríos Lamu y Tana. La comunidad boni (aweer) está asociada con el complejo mijikenda. Comprenden 7.600 personas y se encuentran en Lamu y las partes bajas del río Tana.

## Historia
Estudios lingüísticos sugieren que antes del siglo XVII los ancestros ilwana formaban parte de uno de los primeros grupos bantúes de África Oriental conocidos como sabaki. En este período convivieron con otros grupos que se irían asentando en torno al río Tana como los pokomo, pequeñas comunidades somalíes, y grupos cusitas como los dahalo, waata y munyo (munyoyaya). Entre los años 1600 y 1875 grupos de la etnia orma, presionados por el avance de somalíes agaadeen,  fueron llegando y asentándose en las áreas próximas al río Tana en busca de pasturas. A fines del siglo XVII  los ilwana y sus vecinos debieron convivir con estos grupos de pastores y su ganado, los que pronto dominaron todas las demás comunidades a lo largo del río Tana gracias a su agresividad, fuerza militar y superioridad organizativa sociocultural. Sin embargo, este dominio se vio limitado por la entrada de los somalíes en 1875.
El ingreso al siglo XX fue relativamente calmo con una distribución equilibrada de los territorios entre las poblaciones del Tana. Así, los orma ocuparon el oeste del río y los somalíes el  este. Los  ilwana y pokomo unían ambas posiciones con comunidades intercaladas a lo largo del territorio. Se afirma que los orma ejercieron una mayor influencia lingüística y social sobre los ilwana antes de 1900. Después de mediados del siglo XX, la mayoría de los hablantes de ilwana eran bilingües y hablaban tanto ilwana como orma. A partir de 1972 los wardei comenzaron a llegar a la zona del delta del Tana enriqueciendo el complejo de transferencias lingüísticas y culturales  entre las comunidades de la zona. Los ilwana se islamizaron a principios del siglo XX. Las  comunidades ilwana utilizan cada vez más el suajili, además del somalí y el orma. La escolarización también permitió que varios de ellos hablen inglés.